# Семењук (породица)
Семењук  (укр. Семенюк) је украјинска породица.

## Презиме
Семењук (презиме) је формирано од личног имена, а односи се на заједнички тип украјинских презимена. Основа презимена Семењук (укр. Семенюк) потиче од црквеног имена Симеон (укр. Семен). Сам назив Семењук потиче из древнојеврејског и значи: „Чуо Бога у молитви“, који има више облика: Сем, Симеон, Сења (укр. Сеня), Сењава (укр. Сенява) и итд.

## Познате личности са овим презименом
- Васиљ Петрович Семењук епарх Тернопиљско-Зборивскиј (Украјинска гркокатоличка црква)
- Лидија Лукивна Семењук – украјински архитекта
- Александар Семењук – украјински уметник

- Васиљ Петрович Семењук
- Васиљ Петрович Семењук